# Sông Chò
Sông Chò, còn viết là sông Trò, là một con sông đổ ra Sông Cái Nha Trang. Sông chảy qua các tỉnh Đắk Lắk và Khánh Hoà, Việt Nam.
Sông Chò có chiều dài 74 km và diện tích lưu vực là 555 km².
Sông bắt nguồn từ phần tây xã Ea Trang huyện M'Drắk tỉnh Đắk Lắk 12°35′05″B 108°46′28″Đ / 12,58464°B 108,774546°Đ, và có tên địa phương là Ea Pal.
Sông chảy hướng đông nam sang xã Khánh Hiệp huyện Khánh Vĩnh có tên sông Chò. Tới xã Diên Đồng huyện Diên Khánh sông Chò đổ ra Sông Cái Nha Trang.
Thủy điện Sông Chò 2 12°26′49″B 108°50′37″Đ / 12,447036°B 108,843612°Đ công suất lắp máy 7 MW, được xây dựng trên một phụ lưu của sông Chò (coi là sông Chò 2) ở vùng đất xã Khánh Hiệp. Công trình khởi công tháng 9/2016, hoàn thành tháng 12/2018. Ngày 20/01/2019 khánh thành nhà máy thủy điện Sông Chò 2 tại thôn Ba Cẳng xã Khánh Hiệp.
Nhánh sông Chò 2 khởi nguồn từ vùng đất phía tây xã Khánh Hiệp, đổ vào sông Chò ở  thôn Ba Cẳng 12°25′19″B 108°52′46″Đ / 12,421927°B 108,879513°Đ.